# Дриглів
Дри́глів — село в Україні, у Чуднівській міській територіальній громаді Житомирського району Житомирської області. Населення становить 292 особи (кількість населення стабільно скорочується).

## Географія
Село розташоване на півночі Чуднівської громади. Межує: на південному заході — з селом Дідківці; на півночі — з Карвинівкою.
Через село протікає річка Тетерів.

## Історія
Назва села походить від слова «драговина». На території, де розташований населений пункт, раніше переважали болота та озера, у багатьох місцях ґрунт був в'язкий (драговина). У зв'язку з цим названо село Дриглів.[джерело?]
Перша згадка села у XVII ст.
У 1906 році — село Чуднівської волості Житомирського повіту Волинської губернії. Відстань від повітового міста 45 верст, від волості 7. Дворів 133, мешканців 770.
До 11 липня 2018 року — адміністративний центр Дриглівської сільської ради Чуднівського району Житомирської області.

## Населення

### Мова
Розподіл населення за рідною мовою за даними перепису 2001 року:
| Мова       | Кількість | Відсоток |
| ---------- | --------- | -------- |
| українська | 396       | 99.5 %   |
| російська  | 2         | 0.5 %    |
| Усього     | 398       | 100 %    |